# Square Théophile-Gautier
Le square Théophile-Gautier est une voie du 16e arrondissement de Paris, en France.

## Situation et accès
Le square Théophile-Gautier est une voie privée située dans le 16e arrondissement de Paris. Il débute au 57, avenue Théophile-Gautier et se termine en impasse.

## Origine du nom
Il porte le nom de l'écrivain français Théophile Gautier (1811-1872), en raison de sa proximité avec l'avenue éponyme.

## Historique
Cette voie est ouverte sous sa dénomination actuelle en 1912.